# Nigel Gatherer
Nigel Gatherer is een Schotse musicus en onderzoeker over alles wat met de Schotse muziek (en in het bijzonder de volksmuziek) te maken heeft. Hij woont in Crieff in het zuiden van de Schotse Hooglanden. Hij speelt op de ukelele, gitaar en de banjo. Op de banjo geeft hij lessen. In 2007 heeft hij het Edinburgh Mandolin and Guitar Orchestra (EMGO) opgericht. Zijn onderzoek omvat het verzamelen en publiceren van alle bijzonderheden die met zijn onderwerpen te maken hebben. 
Gatherer heeft gepubliceerd over de volgende onderwerpen:
- Schotse dansorkesten
- Schotse muzikanten op diverse instrumenten
- Schotse violisten
- Schotse zangers
- Schotse Folk-groepen
- Wie is wie in de Schotse folk-wereld